# Nesolestes pauliani
Nesolestes pauliani är en trollsländeart som beskrevs av Fraser 1951. Nesolestes pauliani ingår i släktet Nesolestes och familjen Megapodagrionidae. IUCN kategoriserar arten globalt som otillräckligt studerad. Inga underarter finns listade i Catalogue of Life.